# Eupherusa ridgwayi
Eupherusa ridgwayi là một loài chim trong họ Trochilidae.